# Streamzoo
Streamzoo fue una red social de intercambio de imágenes y videos. Fue accesible a través de Internet y su versión descargable estuvo disponible para sistemas iOS y Android.

## Historia
Streamzoo fue lanzado el 11 de abril de 2011 por Phonezoo communcations, inc.. La empresa fue fundada por Ram Ramkumar y Vaidya Manish y financiada por el capitalista de riesgo Tim Draper de DFJ Ventures, Inc. La aplicación se volvió un fenómeno importante en el 2011. Instagram se convirtió en un jugador importante dentro de las redes especializadas en intercambio de archivos en todo ese año. En septiembre de 2011, gurú de la industria Robert Scoble escribió opinando que: "Estos chicos tienen una mejor cámara, mucho mejor que Instagram."
Streamzoo cesó su actividad en su página web y bajó su aplicación para iOS y Android, cerrando todos sus servicios el 21 de marzo de 2014.